# Nazar al-Khazraji
Nazar al-Khazraji (født 17. november 1938 i Mosul, Irak) også kendt under navnet hærchefen fra Sorø var i en årrække irakisk general og senere hærchef. (Hans fornavn skrives ofte Nizar; efternavnet har hovedtryk på tredjesidste stavelse.)
Under Saddam Husseins diktatoriske Ba'ath-styre arbejdede han sig som general op til øverste chef for det irakiske militær. Han mistænkes for at bære et hovedansvar for giftangreb mod kurdere i løbet af den såkaldte Anfal-kampagne 1988, måske endda at have givet ordre til det. Ifølge Human Rights Watch døde omkring 186.000 kurdere i kampagnen. Over 90% af alle Kurdiske byer blev jævnet med jorden, og faldt fra 4655 Kurdiske byer i 1985 til blot 655 i 1988. Derudover estimeres det, at 250 byer blev udsat for angreb med kemiske våben. Ydermere blev 1754 skoler, 270 hospitaler, 2450 moskeer, og 27 kirker jævnet med jorden. Omkring 3.000.000 irakiske kurdere blev gjort hjemløse i perioden 1987-1991. Der er indtil videre fundet 250 kurdiske massegrave fra perioden.[kilde mangler]
I 1996 blev han den højest rangerende afhopper fra Saddams styre, og han arbejdede derefter i en årrække sammen med den amerikanske efterretningstjeneste CIA. Enkelte kilder peger på, at han sågar en overgang var inde i billedet som en mulig afløser til Saddam Hussein efter hans nederlag i Irakkrigen.
Efter at være flygtet fra Irak kom al-Khazraji til Danmark. Her boede han i en lejlighed i Sorø på Midtsjælland sammen med sine nærmeste familiemedlemmer. Han var her på såkaldt tålt ophold, men blev siden surrogatfængslet, dvs. kom i husarrest, idet byretten anså mistanken om krigsforbrydelser og folkedrab for bestyrket.
Alligevel lykkedes det ham i marts 2003 at flygte fra sin lejlighed og ud af Danmark. Flugten, hvis nærmere omstændigheder aldrig er blevet opklaret, førte til kritik af myndighederne og af daværende justitsminister Lene Espersen. 
Al-Khazraji har siden været eftersøgt via Interpol. Han menes at opholde sig i De Forenede Arabiske Emirater, men i ti år var der ingen sikre tegn på, at han overhovedet var i live. 
I foråret 2014 udgav han imidlertid en bog om sin karriere som militær leder i Irak i 1980'erne. Bogen er udgivet af et forskningscenter i Qatar og skal angiveligt følges op af endnu en udgivelse, der bl.a. vil omhandle hans ophold i Sorø.
Den tidligere hærchef kunne i 2018 ses på et foto i et tweet fra en kuwaitisk politiker, som tilsyneladende holdt et møde med Al-Khazraji.